# Мсцивує
Мсцивує (пол. Mściwuje) — село в Польщі, у гміні Малий Плоцьк Кольненського повіту Підляського воєводства.
Населення — 131 особа (2011).
У 1975-1998 роках село належало до Ломжинського воєводства.

## Демографія
Демографічна структура станом на 31 березня 2011 року:
|          | Загалом | Допрацездатний вік | Працездатний вік | Постпрацездатний вік |
| -------- | ------- | ------------------ | ---------------- | -------------------- |
| Чоловіки | 67      | 13                 | 46               | 8                    |
| Жінки    | 64      | 11                 | 37               | 16                   |
| Разом    | 131     | 24                 | 83               | 24                   |